# Geo Bogza
Geo Bogza (rumänska: [ˈd͡ʒe.o ˈboɡza]), född Gheorghe Bogza den 6 februari 1908 i Blejoi, Prahova, död 14 september 1993 i Bukarest, var en rumänsk teoretiker, poet och journalist. Han var känd för sina övertygelser inom politisk vänster och kommunism. Som ung under mellankrigstiden var han känd som en rebell och var en av Rumäniens mest inflytelserika surrealister. Flera av hans kontroversiella dikter ledde till att han två gånger blev fängslad på grund av obscenitet, och han deltog i konflikten mellan unga och gamla rumänska skrivare, samt i konfrontationen mellan avantgarde och högerextremismen. Senare blev Bogza uppmärksammad för hans sina och skickliga reportage, där han var en av de första som skrev om rumänsk litteratur, och använde det för att föra fram samhällskritik.